# Pandaros
Pandaros is een held uit de Griekse mythologie. Hij wordt meermaals vermeld in de Ilias als de zoon van Lycaon die meevocht met de Trojanen tijdens het Beleg van Troje. Hij is vooral bekend om zijn vaardigheden in het boogschieten waarbij hij zijn kunde verkreeg van de heilige Griekse god van de kunst en het boogschieten, Apollon.
Het bekendst is Pandaros door het feit dat hij de aanleiding was om de gesloten wapenstilstand tussen de Grieken en Trojanen te beëindigen. Onderdeel van deze wapenstilstand was de tweekamp tussen Menelaos, de echtgenote van Helena, en Paris, de minnaar van Helena die haar schaakte en naar Troje voerde.
De tweekamp zou op leven en dood uitgevochten worden en zou de oorlog beslissen, daar de winnaar Helena en de door Paris geroofde schatten mee naar huis mocht nemen. In het geval van Menelaos was dat dus naar Sparta, voor Paris echter naar Troje. Nadat de tweekamp begon leek Menelaos aan winnende hand. Toen nam Athena de gestalte van Laodocus aan om zo Pandaros aan te sporen Menelaos met een pijl neer te schieten. Deze pijl liet ze echter afwijken tot in de schouder van Menelaos zodat hij de wapenstilstand verbrak en de strijd weer geopend werd.
Homerus beschrijft hem als een ijdel persoon die graag pronkte met zijn heldendaden.
- Gemeinsame Normdatei: 120524465
- Virtual International Authority File: 50059213
- WorldCat: E39PCjJtCyJbfkDVCcHXy7VxcK